# Schloss Illmau

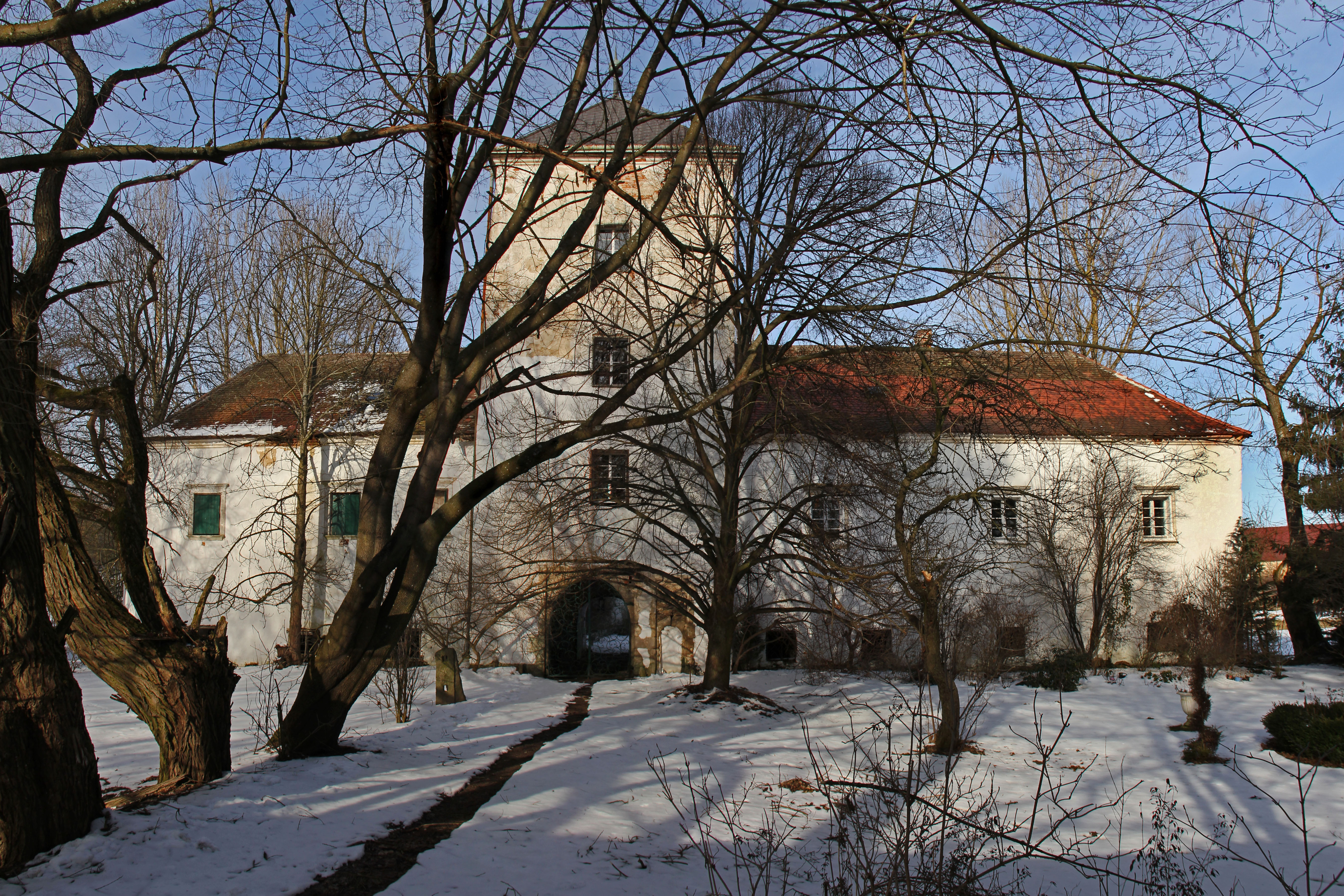
Schloss Illmau im Winter

Schloss Illmau, auch Ilmenau genannt, liegt in der Marktgemeinde Kautzen im Bezirk Waidhofen an der Thaya im nördlichen Waldviertel in Niederösterreich. Es wurde erstmals 1337 urkundlich genannt und war als Wasserburg Teil der Verteidigungsanlagen an der Nordgrenze des Herzogtums Österreich gegen Böhmen. Im 16. Jahrhundert wurde die Burg in ein Renaissanceschloss umgebaut. Dem seit dem 17. Jahrhundert durch die Nutzung als Wirtschaftsgebäude und später als Schüttkasten eingetretenen Verfall wurde erst in den letzten Jahrzehnten Einhalt geboten. Obwohl von geringer historischer und architektonischer Bedeutung, erlaubt die Geschichte der Herrschaft Illmau Einblicke in die lokalen sozialen Verhältnisse. Die Besitzgeschichte weist unvermutete Berührungspunkte mit der Landesgeschichte auf. Das Schloss ist derzeit in Privatbesitz und für Besucher nicht zugänglich.

## Lage
Schloss Illmau liegt in der Marktgemeinde Kautzen im Bezirk Waidhofen an der Thaya im nördlichen Waldviertel in Niederösterreich unweit des historischen Dreiländerecks Österreich, Böhmen und Mähren in der heutigen Republik Österreich. Der Ort Illmau war eine eigenständige Gemeinde, die sich 1965 der Marktgemeinde Kautzen anschloss.
Die Lage nahe der früher böhmischen, heute tschechischen Grenze war ausschlaggebend für die Errichtung der ursprünglichen Wasserburg Illmau als Teil der Kette von Festungen, die von Litschau im Westen ausgehend über Heidenreichstein, Weissenbach, Illmau, Taxen, Gilgenberg, Peigarten, Dobersberg über Karlstein bis nach Raabs im Osten reichte, um die Grenzen des Herzogtums Österreich gegen Einfälle aus dem Königreich Böhmen zu sichern.
Derartige Einfälle waren keineswegs selten, sie erfolgten unter anderem in den Jahren 1230, 1233, 1236, 1328 und auch 1336 – ein Jahr vor der ersten Nennung von Schoss Illmau. Damals verwüstete Johann von Luxemburg König von Böhmen (1310–1346) das nördliche Waldviertel und belagerte vielleicht auch die Wasserburg Illmau. Seine Vision ging jedoch weit über das Waldviertel hinaus, denn er starb am 10. August 1346 in einem „europäischen“ Krieg: in der Schlacht von Crécy, in der sich die Heere von Eduard III. von England und Philipp VI. von Frankreich gegenüberstanden.
Das Gebiet, in dem sich Schloss befindet, lag ursprünglich außerhalb des Herzogtums Österreich, da es Teil der reichsunmittelbaren Grafschaft Raabs war, deren Gebiet erst im Lauf des 13. Jahrhunderts stückweise von den Herzögen von Österreich erworben wurde.

## Namen
Der Name des Schlosses und des Ortes Illmau wird erst 1337 genannt, obwohl beide älter sind. In frühen Urkunden wurde der Namen oft verschieden geschrieben: Ilmenau (1349), Hymlau (1351), Ylmau (1500), Vlmau (1531) und Illmenau (1586) und bedeutet Ulmenau.
Die Gemeinde Illmau war flächenmäßig immer die größte und lange Zeit auch bevölkerungsmäßig die stärkste in der Pfarre Kautzen (noch 1551 gab es dort doppelt so viele Häuser wie in Kautzen), scheint jedoch erstaunlicherweise in der „Prima fundatio“, dem ältesten, zu Beginn des 13. Jahrhunderts erstellten Zehentregister des Stiftes Herzogenburg über die regionalen, zehentpflichtigen Dörfer nicht auf. Das lässt vermuten, dass der Name des neu errichteten Schlosses auf die erheblich ältere Gemeinde übertragen wurde.
Der vermutlich ursprüngliche Name der Gemeinde Illmau lässt sich indirekt aus dem genannten Zehntregister erschließen. Unter den Dörfern, die dem wenige Kilometer entfernten, ehemaligen Zehntamt von Herzogenburg in Plessberg unterstanden, scheint nach Kautzen ein größerer Ort namens Frubretz auf, der später nicht mehr genannt wird, daher als „verödet“ gilt. Tatsächlich dürfte es sich hier angesichts der Zahl der Höfe und der Reihenfolge in der Liste um das spätere Illmau handeln. Eine Umbenennung war auch insofern naheliegend, da es wenige Kilometer entfernt einen zweiten Ort namens Frubretz gab (heute eingedeutscht „Frühwärts“).
Auch zur Herkunft des Namens der Burg Illmau kann man Vermutungen anstellen. Der Name Illmau/Illmenau kommt sonst in Österreich nicht vor, in Deutschland unter anderem in Thüringen, wo der Ort (heute Stadt) Ilmenau bereits 1273 urkundlich erwähnt wird.
Trotz der Entfernung besteht zwischen beiden Orten eine Verbindung: Der römisch-deutsche König Rudolf I. von Habsburg ließ in den Jahren 1289/90 in Thüringen 66 Raubburgen brechen, darunter auch die bedeutende Wasserburg in Illmenau, die gänzlich vernichtet wurde.
Derselbe König Rudolf hatte nach dem Sieg über Ottokar II. König von Böhmen bereits 1278 unter anderem das Herzogtum Österreich unter seine Kontrolle gebracht und 1282 seinen Söhnen verliehen, war daher an der Sicherung der Grenze gegen Böhmen interessiert. Es könnte daher sein, dass der wohlklingende Name der kurz zuvor von den Habsburgern in Thüringen zerstörten Wasserburg auf die von ihnen in Österreich neu gebaute Wasserburg übertragen wurde.

## Herrschaft Illmau
Schloss Illmau war vom Mittelalter bis zum Jahr 1848 Sitz der gleichnamigen Grundherrschaft. Nach der regionalen Rechtslage standen dabei Rechten der Herrschaft, wie etwa die Ausübung der politischen Verwaltung, der Zivilgerichtsbarkeit, die Einhebung von Steuern, die Anforderung von Dienstleistungen, die Durchführung von Rekrutierungen etc. auch Pflichten gegenüber, wie etwa Schutz und Sicherheit der Untertanen, Vorstreckung von Geld und Saatgut in Notzeiten, Armenversorgung, Zulassung der Weidenutzung und der Entnahme von Holz aus den Herrschaftswäldern etc.
Neben der Grundherrschaft besaß die Herrschaft auch die Ortsobrigkeit, war daher auch für Polizeisachen (Raufhändel, Ehrenbeleidigungen), Religionsangelegenheiten, Sittlichkeit, Zunftwesen, Schulwesen, Fragen von Maßen und Gewichten, Grenzfragen, Feuerbekämpfung und Gesundheitswesen zuständig.

### Umfang der Herrschaft
Erste Nachrichten über den Umfang der Herrschaft Illmau finden sich 1423 in der Urkunde, mit der Herzog Albrecht V. von Österreich (später Albrecht II. römisch-deutscher König, König von Böhmen und Ungarn, † 1439) den Brüdern Pilgrim und Hans von Puchheim den Besitz ihrer Herrschaften Litschau und Illmau bestätigt. Die Herrschaft Illmau umfasste damals die Dörfer Illmau, Gerhartlein (Kleingerharts), Kautzen, Engelbrechts, zum Otten ( Klein-Motten), Nieder- und Ober-Harmans, Erkengers (Merkengersch, Ortschaft in der Gemeinde Dobersberg) sowie die Vogtei über Gastern und Goschenreith am Taxenbache.
Im Jahre 1468 zählten nur noch die Dörfer Illmau, Kautzen, Engelbrechts, Gerhardleins (Kleingerhards) zum Otten sowie 10 Teiche zur Herrschaft Illmau. Die Zahl der der Herrschaft in den genannten untertänigen Dörfern unterstehenden Liegenschaften betrug im Jahre 1551 insgesamt 59 Lehen, 10 Halblehen und 52 Hofstätten.
Im Jahre 1520 wird die zur Herrschaft Illmau gehörende Ortschaft Kautzen erstmals als Markt genannt.
Zweihundert Jahre später (1751) umfasste die Grundherrschaft Illmau, Kautzen, Engelbrechts, Gerharts, die zwei Mottenhöfe, das Haus des Matthias Hirsch in Tiefenbach, wobei sich die Ortsobrigkeit auch auf 23 Häuser in Hohenau, 26 Häuser in Reibers, drei in Lexnitz, acht in Brunn und 15 in Tiefenbach erstreckte.
Im Jahre 1795 gehörten zur Grundherrschaft Illmau die Orte Illmau, Kautzen, Engelbrechts, Gerharts, Klein-Motten und Tiefenbach.

### Erträge, Abgaben und Dienste

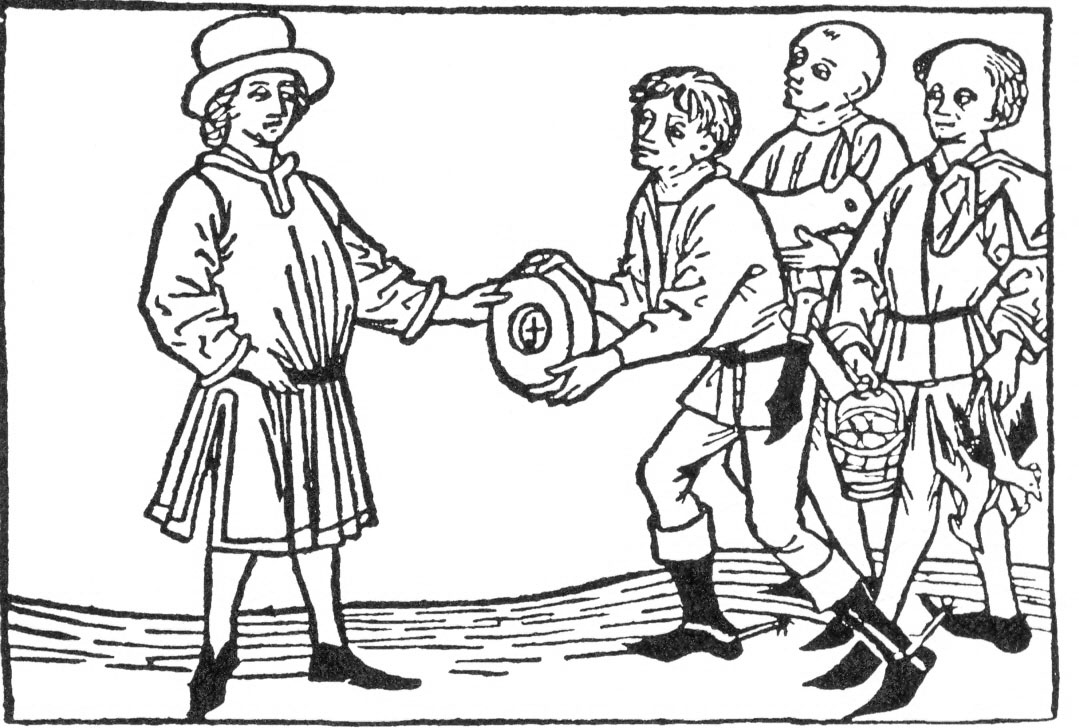
Bäuerliche Abgaben an die Herrschaft

Eintragungen in Grund- und Dienstbucher sowie zeitgenössische Schätzungen geben einen Einblick in den Umfang der Erträge, der Abgaben und Dienste der Herrschaft Illmau.
Die Erträge des Gutes Illmau beliefen sich laut einer Schätzung aus dem Jahre 1574 auf 112 Fuhren Heu, 404 Mandeln Korn, 42 Mandeln Weizen, 78 Mandeln „Halbtraid“ (Hafer), 12 Mandeln Gerste und 4 Mandeln Samenkorn.
An Abgaben war der Zehent zu entrichten. Dieser bestand dort aus dem „großen Feldzehent“, d. h. aus einem Zehntel der Körnerfrucht, aus dem „kleinen Feldzehent“, d. h. einem Zehntel aller anderen Feldfrüchte, und aus dem „Blutzehent“ – einem Zehntel der tierischen Produkte, wie Kälber, Lämmer, Schweine, Hühner, Eier, Honig, Wachs etc. die an bestimmten Tagen zu leisten waren.
Frondienst, auch Robot genannt, war eine besonders drückende Pflicht der Untertanen. Selbst nach dem Robotpatent der Kaiserin Maria Theresia aus dem Jahre 1772 musste in der Herrschaft Illmau jeder Ganz- und Halblehner „Zugrobot“, d. h. jährlich 104 Tage unentgeltlichen Dienst mit einem Paar Ochsen, Wagen und Gerät (Pflug; Egge etc.) leisten. Andere Untertanen waren zur „Handrobot“, d. h., zu Heuarbeit, Dreschen, Mistbreiten, Waldarbeit, Zuarbeit bei Schlossbauten, Wegmachen, Treiberdienste etc. verpflichtet: Ein Viertellehner jährlich zu 104 Tagen, Kleinhäusler und Hofstätter hingegen zu 52 Tagen.
Im Jahr 1574 kam es zu einer Klage der untertänigen Dörfer Engelbrechts, Gerhards und Klein-Motten beim kaiserlichen Verwalter der Herrschaft Illmau wegen der vom früheren Besitzer Zacharias Wochenitzky ergriffenen Maßnahmen zur Erhöhung des wirtschaftlichen Ertrages der Herrschaft wie Aufschüttung neuer Teiche auf Untertanengrund, Erweiterung der direkt von der Herrschaft genutzten Felder, übermäßige Robot beim Schlossbau in Illmau etc.
Da diese Beschwerden wenig nützten und anderswo vielfach ähnliche Verhältnisse bestanden, kam es 1596/97 im oberen Thayatal zu einem regionalen Aufstand der Bauern unter der Führung des Andreas Schrembser aus Dobersberg. Die Bauern marschierten zum Sammelplatz nach Langenlois, wurden jedoch dort von kaiserlichen Reitern zersprengt und „entlofen wie die Schelm“.
Im Jahre 1716 gehörten der Herrschaft im Dorf Ilmmau 12 aufrechte und 6 öde Lehen, 15 Halblehen 15 aufrechte und 3 öde Hofstetten, 2 aufrechte und ein ödes Kleinhaus, 3 Höfe und 3 Mühlen. Die öden Häuser wurden in den folgenden Jahren wieder aufgebaut. Im Kautzen gehörten zur Herrschaft 10 Lehen, 2 Halblehen, 4 Kleinhäuser, 4 Hofstätten, 1 Behausung und 2 Wohnungen in der „öden Sag“. In Englbrechts waren es 13 Lehen, 4 Halblehen, 2 Kleinhäuser und 14 Hofstetten. In Gerhart (Kleingerharts): 9 Lehen, 2 Halblehen und 2 Hofstetten, in Tiefenbach: 1 Lehen.
Besitzer eines Hofes zahlten dabei 30. Kr-., die eines Lehens 22 ½ Kr., die eines Halblehens 5 kr. 2 d. und die, die bloß eine Hofstätte besaßen 5 Kkr. Manche Häuser gaben ein Faschingshuhn, Käse oder 10 kr. Tätz (Getränkesteuer) von den 2 Eimern Bier. Hausgrunddienste zahlten zu Michaeli 85 Häuser und 2 Mühlen in den Dörfern Tiefenbach, Brunn, Lexmnitz, Reibers und Hoheneich.
Nach der Dominikalfasson aus 1751 besaß die Herrschaft Illmau 403 ½ Joch Äcker, 49 Tagwerk Wiesen, 46 ½ Joch Wald und 20 Teiche mit 119 Schock Fischen. Einkünfte flossen aus dem Illmauer Brauhaus, aus der Fleischbank in Kautzen von den Kirchtagen in Kautzen (Standgeld und Schanknutzung). Auch bezog die Herrschaft Hausdienst, das Weidegeld und die Grundbuchgebühr. 115 Untertanen leisteten den Zugrobot, 52 Untertanen und 12 Batzenhäusler Handrobot.
Im Jahre 1840 gehörten nach dem niederösterreichischen Gültbuch Nr. 60 zum Gut Illmau 647 Joch Grund, ein Schafhof in Illmau mit 500 Schafen, ein Schafhof in Brunn, ein Brauhaus im Schloss und mehrere Fischteiche.

### Gerichtsbarkeit
Die niedere Gerichtsbarkeit über die untertänigen Dörfer war seit jeher mit den Herrschaften verbunden. Das Landgericht, d. h. die hohe Gerichtsbarkeit über todeswürdige Verbrechen, war ursprünglich Sache des Landesfürsten, wurde jedoch später an die Besitzer großer Herrschaften verliehen. In Illmau übten ab dem 14. Jahrhundert die Herren von Puchheim zu Litschau und Illmau die Landgerichtsbarkeit aus, dann ging sie an die Herren von Khreigk zu Landstein (in Böhmen) und später an die Freiherren von Moratschky über.
Im Jahre 1613 verkaufte der verschuldete Freiherr Andreas Moratschky zu Litschau das Ungeld und das Landgericht über die Ortschaften Illmau, Engelbrechts, Kautzen, Gerharts, Weißenbach, Gastern und Ruders an Hektor Freiherrn von Sonderndorf zu Illmau, womit die Hochgerichtsbarkeit über die genannten Orte an die Herrschaft Illmau gelangte. An diese Hochgerichtsbarkeit erinnert heute noch der Gerichtsberg neben der Straße zwischen Illmau und Radschin. Soweit bekannt, wurde zumindest ein Todesurteil gefällt und auch vollstreckt: 1741 an Florian Sidl aus Hohenau.
Auch das Landgericht über die Herrschaft Taxen ging 1730 vorübergehend an die Herrschaft Illmau, die 1795 das Landgericht über die Orte Illmau, Kautzem, Engelbrechts und Tiefenbach hatte.
Dass die Herrschaft Illmau über die Hochgerichtsbarkeit verfügte, war eine bemerkenswerte Ausnahme. Die patrimoniale Gerichtsbarkeit, auch niedere Gerichtsbarkeit genannt, war u. a. für Fragen des Erbrechts, Grenzstreitigkeiten, Verkaufsverträge sowie für geringere Delikten des Alltags zuständig, die mit Geldbußen oder leichteren Körperstrafen wie das am Pranger stehen, das Tragen des Lästersteins oder der Schandgeige geahndet wurden. Im Dienst dieser Gerichtsbarkeit standen die von der Herrschaft ernannten Dorfrichter.
Für das Dorf Illmau sind folgende Dorfrichter bekannt: 1669 Lorenz Krenn, 1682 Hans Kienast, 1685 Thomas Schiffer, 1715 Hans Payr, 1737 Georg Reifschneider, 1742 Matthias Prock, 1749–1759, 1751 Matthias Deymel 1763 Andreas Prock 1767–1782 Andreas Pair, 1787 Johann Deymel und 1810 Josef Katzenbeißer.

### Ende der Patrimonialherrschaft
Die Funktion des Schlosses Illmau als Sitz der Patrimonialherrschaft und als Landgericht endete mit der allgemeinen Aufhebung der Grundherrschaft in Österreich durch das Gesetz vom 7. September 1848. Die bisherigen hoheitlichen Aufgaben wurden in der Folge von den neuen staatlichen Verwaltungsämtern und Gerichten, zum Teil auch von den freien Gemeinden übernommen, die durch das provisorische Gemeindegesetz vom 17. März 1849 und durch das Gesetz vom 1. März 1850 geschaffen wurden. Anschließend kam es zur Grundentlastung, d. h. zur Ablöse der Forderungen der Herrschaften auf Zehent, Robot und anderer Rechte. Dabei wurde die Belastung der Bauern auf ein Drittel beschränkt, da ein Drittel der Staat übernahm und die Herrschaften auf ein Drittel verzichteten. Die Bauern waren nunmehr zwar frei, manche gerieten jedoch – da unvorbereitet auf Liberalismus und Kapitalismus – in Notlage und mussten ihre Höfe verkaufen.

## Baugeschichte
Urkundlich wird die Festung erstmals 1337 genannt, sie wurde daher vorher erbaut. Die Zeit der Errichtung ist jedoch mangels urkundlicher Nachrichten unbekannt. Auch wurde noch keine Baualtersuntersuchung durchgeführt. Anzunehmen ist, dass die ursprüngliche Wasserburg gegen Ende des 13. Jahrhunderts zur Stärkung des Grenzschutzes gegen Böhmen errichtet wurde. Da die Festung vom Anfang an ein landesfürstliches Lehen war, dürfte sie im Auftrag der Landesfürsten, d. h. der Herzöge von Österreich aus dem Haus Habsburg erbaut worden sein. Um dieselbe Zeit dürfte auch die in der Gemeinde Kautzen befindliche Wasserburg zu Gross-Taxen entstanden sein, die 1347 urkundlich aufscheint.
Erhebliche Teile des mittelalterlichen Bauwerkes sind durch die Mächtigkeit der aus Stein errichteten Mauern – bis zu 1,80 Meter – noch erkennbar. Auch der für die Verwendung einer Zugbrücke adaptierte, spitzbogige Torbogen samt Fußgängerpforte im Torturm, eine spätgotische Spindeltreppe und einzelne Fenstergewände aus Stein stammen vom mittelalterlichen Wehrbau.
Ab 1551 erfolgte durch Zacharias Wochenitzky von Wochenitz der Umbau der mittelalterlichen Wasserburg in ein dreiflügeliges, hufeisenförmiges Renaissanceschloss mit drei Geschoßen und hohem Mittelturm an der Südfront. Obwohl diese Familie die Herrschaft Illmau nur 22 Jahre – von 1551 bis 1573 – besaß, verdankt ihr das Schloss sein heutiges äußeres Erscheinungsbild. Einer Beschreibung aus 1574 ist zu entnehmen, dass das Schloss „zimblich wol erpauth“ und mit „Umbfang“ (Umfassungsmauern), Graben, Gärten, Dorfobrigkeit, Fischbächen und Reißgejaid ausgestattet war.
Aus einer späteren Zeit stammt das Tonnengewölbe in der Einfahrt, das mit Stichkappen und Spiegeln ausgestattet ist, deren Grate mit Schnüren besetzt sind und das Gewölbezimmer im ersten Stock sowie der im östlichen Teil des Südtraktes befindliche, aufwendig gewölbte Raum mit einem Mittelpfeiler.
Die Josephinische Militärkarte erwähnt um 1770 eine Umfassungsmauer, die sumpfige Lage und einen Teich, der das Schloss auf natürliche Weise schützte. Von dieser Umfassungsmauer, die nach dem Kupferstich von Vischer im Jahre 1672 noch komplett mit zwei kleinen Ecktürmen erhalten war, steht noch ein Rest mit einem großen gequaderten Rundbogentor.
Durch die Zusammenlegung der Herrschaft Illmau mit einem ausgedehnten Großgrundbesitz verlor das Gebäude bereits im 17. Jahrhundert seine Bedeutung als adeliger Landsitz und wurde in der Folge als Amtssitz des "Schlosspräfekten", vor allem aber als Wirtschaftsgebäude (Brauerei, Branntweinbrennerei, Weberei etc.) genützt. Nach einem Brand im 19. Jahrhundert wurde das oberste Stockwerk abgetragen, sodass das Schloss heute zweigeschoßig ist.
Nach 1914 diente das baulich adaptierte Schloss als Internierungslager und Kinderheim. Zwischen 1945 und 1955 war hier die sowjetische Verwaltung einquartiert. Schließlich führte die Verwendung als Schüttkasten zu einer massiven Verschlechterung der Bausubstanz.
Durch den aktuellen Besitzer wurde seit dem letzten Drittel des 20. Jahrhunderts dem Verfall Einhalt geboten. Das Turmdach und größere fehlende oder schadhafte Dachteile wurden neu errichtet, eingestürzte Decken erneuert und in einem Teil des Schlosses steinerne Türgewände, Fußböden, Fenster, Türen etc. ergänzt. So erinnern zumindest Teile des Hauses noch an seine ursprüngliche Funktion als Schloss.

## Besitzgeschichte
Das abgelegene Schloss Illmau war weder Ort bedeutender historischer Ereignisse noch kunsthistorisch relevant. Allerdings ergaben sich über die Familien der Besitzer unerwartete Berührungspunkte mit der Geschichte Österreichs.

### Die Grafen von Raabs

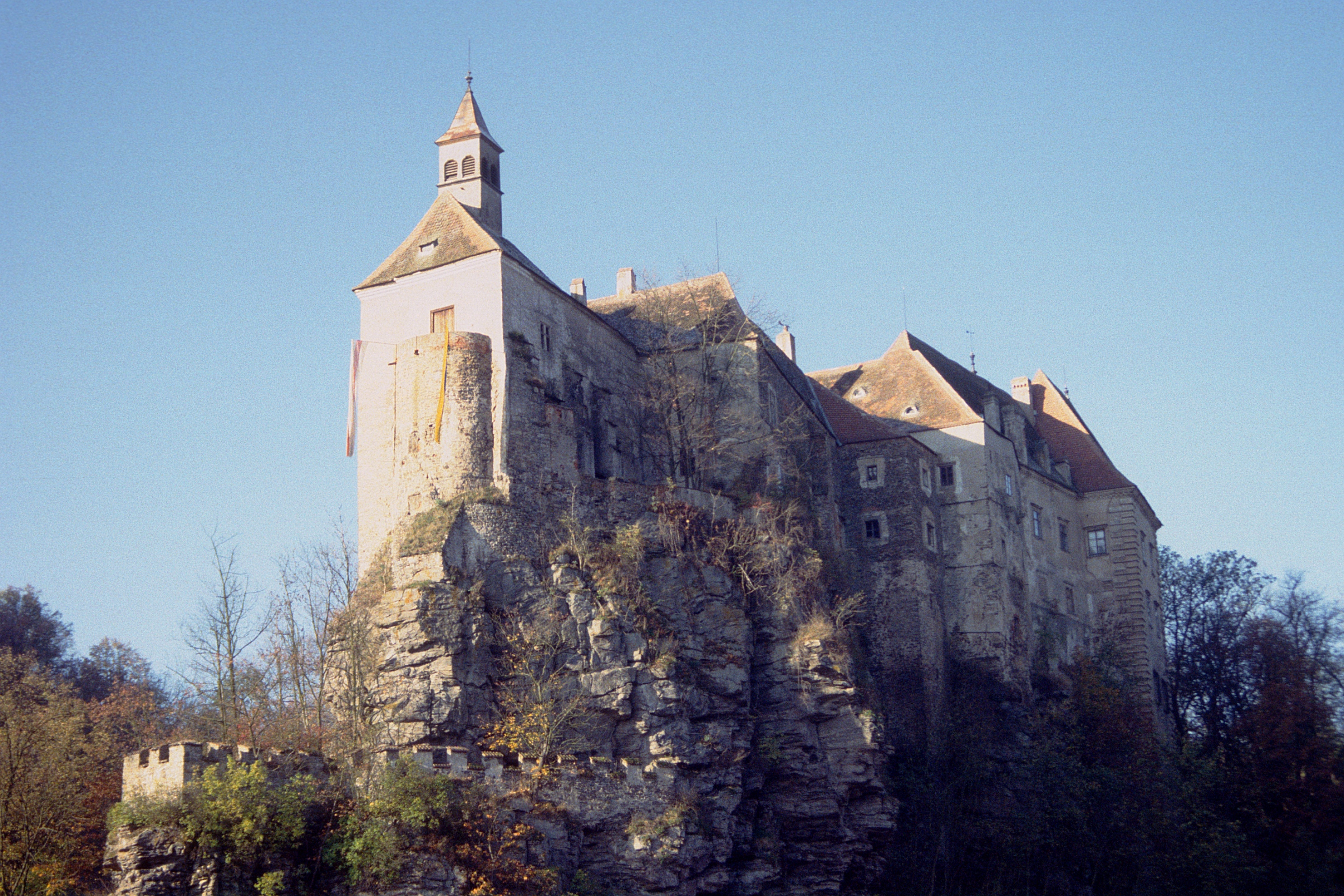
Ehemalige Burg der Grafen von Raabs in Raabs an der Thaya

Das Gebiet der Herrschaft Illmau unterstand im Hochmittelalter den Grafen von Raabs mit der gleichnamigen Burg an der Thaya (in Niederösterreich). Diese stammen aus den namentlich zusammengefassten Geschlechtern der Diepoldinger-Rapotonen, aus denen Diepold I. Graf im Augstgau (im Herzogtum Schwaben) am 10. August 955 in der Schlacht auf dem Lechfeld gegen die Ungarn fiel. In männlicher Linie sind die Grafen von Raabs jedoch österreichischer Herkunft. Sie leiten sich von Rapoto I. (auch Ratpoto genannt) ab, der Graf im oberen Traungau war und im Jahre 977 in einer Schenkungsurkunde von Kaiser Otto II. († 983) an das Hochstift Salzburg mit Besitz bei Bad Ischl aufscheint, der ihm von König Otto III. im Jahre 984 bestätigt wurde.
Der nähere Stammvater der Herren und seit 1147 Grafen von Raabs, Ulrich I. von Gosham, begleitete den römisch-deutschen König Heinrich IV. im Jahre 1077 auf seinem Gang nach Canossa und starb in Rom 1083.
Die Grafen von Raabs hatten von 1105 bis 1191 als Burggrafen von Nürnberg auch eine wichtige Funktion im Heiligen Römischen Reich. Ihre Bedeutung unterstreicht der Umstand, dass sich vom Namen der Grafschaft Raabs der tschechische Name für Österreich: „Rakousko“ ableitet.
Nach dem um 1191 erfolgten Aussterben der Grafen von Raabs in männlicher Linie mit Graf Konrad II. wurde das Erbe auf die beiden Töchter aufgeteilt, von deren Erben die Herzöge von Österreich die Grafschaft im 13. Jahrhundert erwarben.
Bemerkenswert ist die ältere Tochter Sophia von Raabs, die den östlichen Teil der Grafschaft und die Burggrafschaft Nürnberg erbte und 1191/92 Friedrich III. Graf von Zollern heiratete. Durch diese Ehe wurde diese „Waldviertlerin“ zur Stammmutter der Grafen und späteren Fürsten von Hohenzollern sowie der späteren Kurfürsten von Brandenburg und der Deutschen Kaiser.
Die westliche Hälfte der Grafschaft Raabs, die nach dem Hauptort auch Grafschaft Litschau genannt wurde – und damit auch das Gebiet der späteren Herrschaft Illmau – fiel hingegen an die jüngere Tochter Agnes von Raabs, die mit dem Grafen Gebhard IV. von Hirschberg (in der Oberpfalz) verheiratet war. Diese Hälfte wurde – nach einer Zwischenperiode unter der Herrschaft von König Ottokar II. Přemysl von Böhmen, in der erst Otto II. Graf von Plain und Hardegg († 1260) von 1254 bis 1260 und dann Wok von Rosenberg († 1262) und Heinrich I. von Rosenberg († 1310) aus dem Haus der Witigonen von 1260 bis 1283 die Grafschaftsrechte ausübten – schließlich von den 1283 wieder eingesetzten Grafen von Hirschberg am 17. Februar 1297 an Albrecht I. Herzog von Österreich, römisch-deutscher König (1298–1308) verkauft.

### Die Habsburger

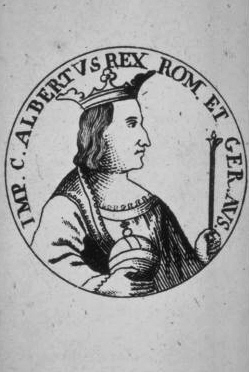
Albrecht I. Herzog von Österreich, vermutlicher Auftraggeber von Schloss Illmau

Die Habsburger waren seit 1282 Herzöge von Österreich und damit auch Landesfürsten im nördlichen Waldviertel, dessen Verteidigung wegen häufiger Grenzüberfälle aus Böhmen geboten erschien. Da Illmau immer ein landesfürstliches Lehen war, ist anzunehmen, dass es im Auftrag der Habsburger erbaut und von ihnen benannt wurde.
Als landesfürstliches Lehen unterstand Illmau bis in die Neuzeit nicht einem, sondern in der Regel drei Herren: Dem jeweiligen Landesfürsten aus dem Haus Österreich als oberstem Lehensherren, einem Mitglied des Herrenstandes als direktem Lehensnehmer und einer Person ritterlichen Standes, an die Schloss und Gut als Unterlehen weitergegeben wurden.
Gelegentlich unterstand Illmau – mangels Belehnung – auch direkt dem Landesfürsten. So war etwa Kaiser Maximilian I. vor 1492 kurz alleiniger Herr von Illmau, da die Herren von Puchheim als Gegner von Kaiser Friedrich III. nach 1477 Ungnade gefallen waren, das Lehen Illmau eingezogen war und erst 1493 direkt an eine Person ritterlichen Standes vergeben wurde. Auch Kaiser Maximilian II. war 1574/75 alleiniger Herr von Illmau, der die Herrschaft von einem Verwalter administrieren ließ.

### Die Hauser (1337 bis 1406)
Als erste namentlich bekannte Besitzer des Schlosses Illmau scheint im Jahre 1337 das ritterliche Geschlecht der Hauser auf. Die Familie der Hauser könnte man zum „Wiener Uradel“ zählen, da sie 1243 mit „Waltherus Hauser miles de Vienna“ (Walther Hauser Ritter aus Wien) erstmals urkundlich auftritt. Die Familie blieb mit Wien bis zu ihrem Aussterben im 16. Jahrhundert durch ihr Erbbegräbnis in der Wiener Minoritenkirche verbunden.
Im niederösterreichischen Waldviertel erwarb die Familie seit 1267 Besitz, zu dem später neben Illmau auch die benachbarten Schlösser Gilgenberg und Karlstein an der Thaya zählten.
In den Jahren 1348, 1349 und 1351 sind Eberhard und Johannes Hauser von Illmau als Pächter von Zehenten des Stiftes Herzogenburg nachweisbar.
Am 21. September 1360 beurkundeten der Abt Otto II. Grillo (1334–1362) und der Konvent von Stift Zwettl, dass ihnen die ehrbaren Leute Ulrich, Eberhard und Jans Hauser von Illmau für sich und ihre Frauen Klara und Yrngart einen Betrag Geldes für einen Jahrtag zu deren Gedächtnis am Mittwoch nach dem heiligen Kreuztag (Fest der Kreuzerhöhung am 14. September) in der Quatember im Klosterkapitel gegeben haben. An diesem Tag soll jeder Herr und Bruder ein gutes Mahl mit einer guten Schüssel grüner Fische, einen Pfennigwert Semmeln und eine große Maß besseren Weines aus dem Keller des Abtes erhalten.
Der Zweig der Hauser zu Illmau kam später in finanzielle Schwierigkeiten denn am 1. Mai 1369 verpfändete Hans der Hauser von Illmau und Hertel von Weissenbach (heute abgekommenes Schloss in der Gemeinde Gastern) mit Erlaubnis ihres Lehensherren Albero III. von Puchheim dem Eggenburger Juden David, dem sie bis zum nächsten Martinstag einen erheblichen Betrag schuldeten, die halbe Festung Illmau.
Etwa um dieselbe Zeit kam ein Teil der Festung Illmau durch Heirat einer Tochter der Hauser an die Pillunger von St. Gilgenberg, was zu einer Fehde mit Albero V. von Puchheim führte, wobei Niklas der Pllunger, der sich Hofmeister bzw. Hofmarschall von Herzog Albrecht III. nannte, im Zuge einer Fehdehandlung einen puchheimIschen Ritter gefangen nahm. Dies führte zum Einschreiten des Herzogs von Österreich, der in dieser Sache vermittelte und wegen des Streitobjektes, einem Viertel der Herrschaft Illmau, Spruchleute bestellte. Diese entschieden zwar zugunsten Alberos von Puchheim, der jedoch am 19. Dezember 1373 zur Zahlung von 170 lb an den Pillunger und an dessen Ehefrau verpflichtet wurde. Der Pillunger dürfte seinen Anteil an der Feste Illmau noch im selben Jahr an Albero verkauft haben und verzichtete zwei Jahre später auf die ganze Feste Illmau, die seine Ehefrau – zweifellos eine von Hauser – von Albero zu Lehen gehabt hatte. Ein seltenes Beispiel dafür, dass damals auch Frauen belehnt werden konnten.
Die Familie Hauser tritt in Illmau urkundlich zuletzt 1406 auf, als Hans Hauser und seine Mutter Anna auf die Hälfte der Feste Illmau zugunsten von Heinrich, Pilgram und Hans von Puchheim verzichten.

### Die Puchheim (1351 bis 1586)
Die Herren von Puchheim (urkundlich seit 1133 mit „Pilgrinum nobilem hominem de Pucheiman“) waren ein ursprünglich edelfreies Geschlecht mit dem gleichnamigen Stammsitz in Oberösterreich (heute Teil der Stadtgemeinde Attnang-Puchheim). Albero V. Herr von Puchheim  vertauschte am 15. Oktober 1348 seine freieigene Stammherrschaft Puchheim durch Vertrag mit Albrecht II. dem Weisen (1298–1358) Herzog von Österreich gegen die Belehnung mit den Herrschaften Litschau und Heidenreichstein im Waldviertel.
Kurz darauf erwarb Albero V. von Puchheim 1351 das landesfürstliche Lehen Illmau. Da er auch Raabs und Dobersberg erwarb, kontrollierte er einen Großteil des Territoriums der historischen Grafschaft Raabs. Als enger Vertrauter der Herzoge von Österreich diente er diesen u. a. als Landvogt und Hauptmann in den Österreichischen Vorlanden und als Landeshauptmann in Steiermark, sowie seinem Bruder als Hauptmann in Salzburg.
Bemerkenswert ist, dass dieser Herr von Illmau am 12. März 1365 einer der führenden Zeugen der Gründungsurkunde der Universität Wien, der ältesten bestehenden deutschsprachigen Universität war.
Noch bemerkenswerter war dessen Bruder Pilgrim IV. von Puchheim (* um 1330, † 1396), der wohl in seiner Jugend auch die neu erworbene Herrschaft Illmau besucht haben wird. Er studierte am Papsthof zu Avignon in Frankreich und regierte von 1365 bis 1396 mit dem Namen Pilgrim II. von Puchheim als Erzbischof von Salzburg, Reichsfürst, ständiger päpstlicher Legat und „Primas Germaniae“. Er war einer der politisch bedeutendsten Erzbischöfe von Salzburg, da unter seiner Regierung u. a. durch die Eingliederung der Fürstpropstei Berchtesgaden das Erzbistum seine größte Ausdehnung erreichte. Zugleich förderte er Kunst und Musik und war vermutlich selbst einer der wichtigsten deutschsprachigen Lied-Dichter und Komponisten des Spätmittelalters, denn er gibt sich in einem „Minnebrief“ aus 1392 als Autor des Werkes zu erkennen, das vielfach einem anonymen „Mönch von Salzburg“ zugeschrieben wird.
Neben Albero III. werden im Zusammenhang mit Schloss Illmau noch folgende Herren von Puchheim genannt:
1390 belehnte Herzog Albrecht III. von Österreich die Brüder Georg und Albrecht von Puchheim.
1403 wurde Pilgram von Puchheim mit Litschau und Illmau belehnt.
1406 erhielten Heinrich, Pilgrim und Hans von Puchheim, durch Verzicht von Hans dem Hauser und dessen Mutter Anna, eine Hälfte von Illmau. 1423 bestätigte Albrecht V. Herzog von Österreich den Brüdern Pilgrim und Hans von Puchheim den Besitz ihrer Güter Litschau und Illmau. 1437 wurde Pilgrim von Puchheim mit der Herrschaft Illmau belehnt. 1455 wurde Siegmund von Puchheim Herr auf Litschau mit Illmau belehnt. Am 14. August 1468 verkaufte Hartneid von Puchheim mit Bewilligung von Kaiser Friedrich III. Schloss und Gut Illmau an Andre Gockendorfer. 1477 boten die Herren von Puchheim gegen Kaiser Friedrich III. von der Herrschaft Illmau 3 Knechte und eine Summe Geldes auf, da sie sich im Kampf zwischen Kaiser Friedrich III. und Matthias Corvinus, König von Ungarn – der von 1485 bis 1490 seine Erblande von Wien aus regierte – König Matthias angeschlossen hatten. Am 12. April 1500 verkaufte Wolfgang von Puchheim mit Bewilligung des römisch-deutschen Königs Maximilian I. als Lehnsherren Illmau an Veit Gockendorf.
Am 1. Juni 1575 verlieh Kaiser Maximilian II. das Lehnsgut Illmau „mit aller Ein- und Zugehörung“ dem Ott Heinrich von Puchheim, gewesener kaiserlicher Hofkriegsrat, „umb seiner uns viel Jarlang Redlichen aufrichtigen und getreuen erzaigten dienst willen“, nachdem dieser es von den Erben des Zacharias Wochenitzky gekauft hatte. Im selben Jahr ging das Gut im Erbweg an dessen Sohn Pilgram von Puchheim auf Heidenreichstein über, wozu Kaiser Rudolf II. am 13. Oktober 1586 seine Einwilligung gab.
Die Herren von Puchheim dominierten die Herrschaft Illmau auf der Ebene der direkten Lehnsträger im Herrenstand – mit größeren Unterbrechungen – von 1351 bis zum Jahr 1586, als Pilgrim VIII. Herr von Puchheim die Herrschaft Illmau an die Brüder Paris, Hannibal und Hektor von Sonderndorf verkaufte. Das Geschlecht erlosch 1718 mit Franz Anton Graf von Puchheim, Bischof zu Wiener Neustadt von 1695 bis 1718.

### Die Gockendorfer (1406 bis 1550)

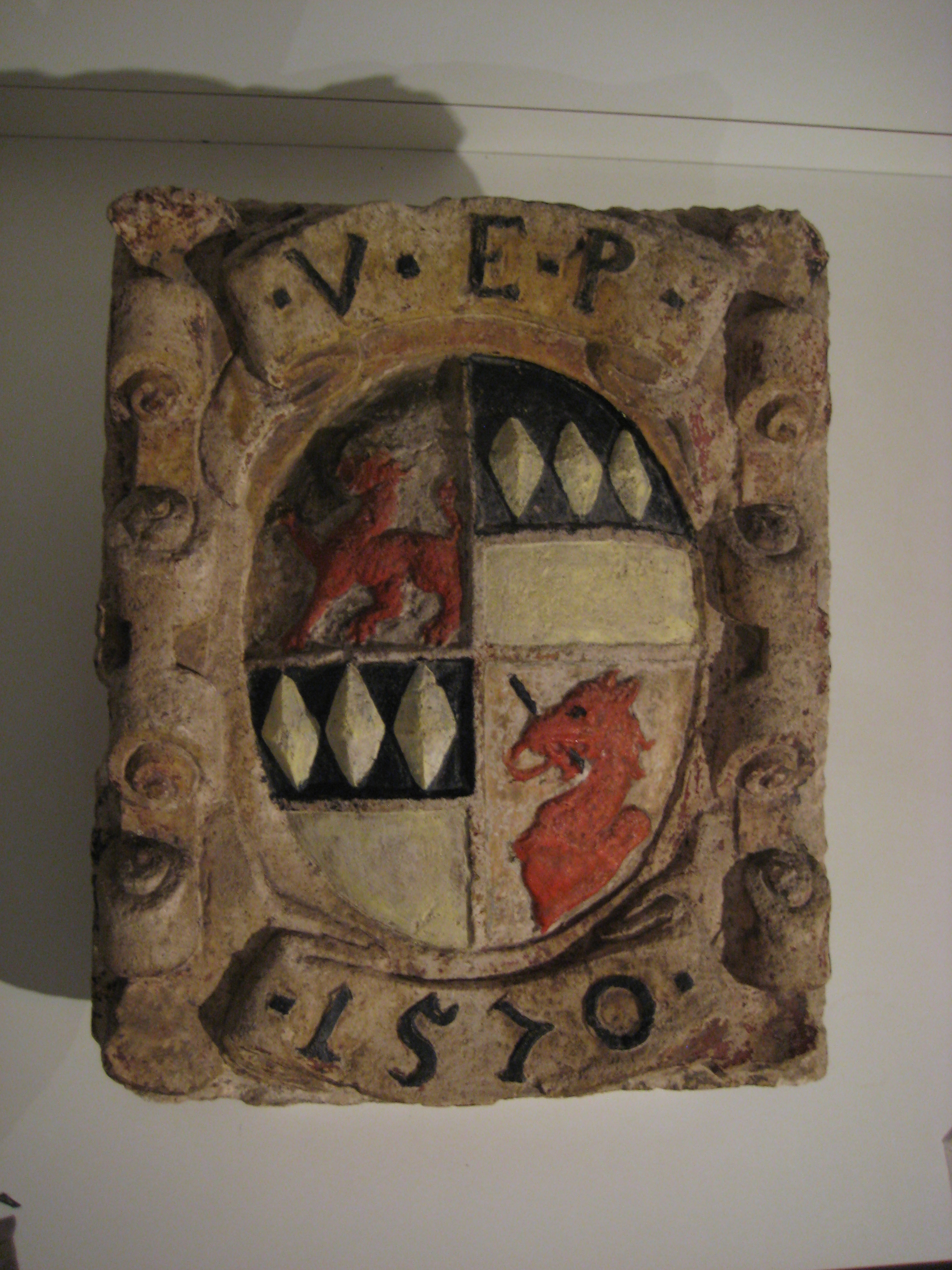
Wappenstein der von Trennbach

Die ritterliche Familie der Gockendorfer (Goggendorfer) tritt bereits 1266 mit Otto von Gockendorf in einer Urkunde von Stift Zwettl urkundlich auf, zählt daher zum niederösterreichischen Uradel.
Im Jahre 1406 tritt der „edel Otto Gogghendorfer zu Illmau“ urkundlich auf. Er folgte daher auf die Hauser als ritterlicher Lehensmann der Herren von Puchheim.
Nach mehreren Besitzwechseln erwarb Andreas Gockendorfer am 14. August 1468 von Hartneid Herrn von Puchheim die Herrschaft Illmau als Unterlehen. Veit Goggendorfer wurde – ohne Zwischenschaltung eines Lehensträgers aus dem Herrenstand – am 17. Dezember 1493 direkt von Kaiser Maximilian I. mit Illmau belehnt. Dies vermutlich, da die Herren von Puchheim wegen der militärischen Unterstützung des ungarischen Königs Matthias Corvinus gegen den Kaiser in Ungnade gefallen waren. Er besaß auch Schloss Gilgenberg und nahm 1524 am Landtag zu Wien teil.
Wolfgang Gockendorfer zu Illmau, Ritter, starb 1544 als Letzter seines Hauses.
Erben waren seine Schwestern. Margarete von Gockendorf († 1553) war mit Siegmund von Trennbach verheiratet, der am 28. April 1549 als zu Illmau gesessen urkundlich ist. Sie war daher eine Schwägerin des Urban von Trennbach der von 1561 bis 1598 als Fürstbischof das Bistum Passau regierte. Sie erwarb die Anteile ihrer Schwester Anna, verheiratete von Woytich, verkaufte jedoch die Herrschaft Illmau 1551 an Zacharias Wochenitzky.

### Die Wochenitzky (1551 bis 1573)
Der aus böhmischen Adel stammende Zacharias Wochenitzky (eigentlich: Boheinitzky von Boheinitz) war kaiserlicher Hauptmann der Gespanschaft Ungarisch-Altenburg (Mosonmagyaróvár) in Ungarn und erwarb am 24. April 1551 die Feste und das Urbar Illmau von Margarete von Trennbach. Er ließ im selben Jahr das „Urbar Puch über Illmau“ anlegen und begann mit dem Umbau der mittelalterlichen Wasserburg in ein Renaissanceschloss. Ihm verdankt daher das Gebäude seine derzeitige äußere Gestalt. Im Jahre 1561 versuchte er das Lehensgut Illmau als Eigentum zu erwerben, wurde jedoch abgewiesen. Er ließ zahlreiche Fischteiche anlegen – darunter den Engelbrechtser- und den Kautzener Teich – sodass er schließlich 21 Teiche besaß. Zugleich erweiterte er die Nutzungen der Herrschaft zum Nachteil der Bauern, indem er die Robotpflicht, d. h., den Frondienst der Untertänigen Bauers, durch Zukauf von Grundstücken, durch die Robot beim Illmauer Schlossbau und durch viele Jagdroboten erweiterte, sodass jeder Untertan wöchentlich 2 bis 3 Tage für die Herrschaft arbeiten musste, ohne dass wie früher Robotgeld oder Robotbrot gegeben wurde.
Auf ihn folgte sein Sohn Johann Wochenitzky von Wochenitz, der 1569 mit Illmau belehnt wurde, jedoch bereits am 19. September 1573 ohne Nachkommen verstarb. Die von ihm als Erben vorgesehenen Neffen kamen nicht zum Zug, da Illmau kein freies Lehen war, daher auf kaiserliche Anordnung am 5. März 1574 eingezogen wurde, worauf Ott Heinrich von Puchheim zu Heidenreichstein am 1. Juni 1575 von Kaiser Maximilian II. (1527–1576) mit der Herrschaft Illmau belehnt wurde.

### Die Sonderndorfer ( 1586 bis 1633)
Die von Sonderndorf stammen aus Bayern, treten mit Oswald Sonderndorfer „dem Reichen“ bereits 1102 urkundlich auf, zählen daher zum bayrischen Uradel.
Am 31. Mai 1586 kauften die Brüder Paris, Hannibal und Hektor von Sonderndorf zu Kirchberg am Walde Schloss und Gut Illmau von Pilgrim VIII. Herrn von Puchheim. Zum Gut gehörten damals 128 Untertanen, wovon 45 in Illmau, 20 in Kautzen, 13 in Gerharts 33 in Englbrechts, 17 in Motten, sowie 30 in Weissenbach, 24 in Naglitz 12 in Lembach und 1 in Tiefenbach lebten.
Von historischem Interesse ist Paris von Sonderndorf (* 1555, † 1636); Herr auf Illmau, Reitzenschlag, Kainpach, Kirchberg am Wald und Allentsteig, seit 16. August 1612 Freiherr von Sonderndorf und seit 27. November 1612 Mitglied des niederösterreichischen Herrenstandes, der mit Maria, einer Tochter des Erasmus Praun von Bielahag und der Anna Geyer verheiratet war. Dies, da er in der Ahnentafel von Kaiser Karl I. von Österreich-Ungarn mit der Kekule-Nummer  23358 als direkter Vorfahre in XV. Generation des letzten – und seit 2004 seliggesprochenen Kaisers von Österreich, aufscheint.
Von 1586 bis 1590 blieb Illmau gemeinsamer Besitz der Brüder, ab dann war Hekor von Sonderndorf († 1616) auf Illmau, Naglitz und Weissenbach alleiniger Besitzer. Er war verheiratet mit Benigna von Eggenberg († 1617), einer Schwester des Hans Ulrich von Eggenberg, der unter Kaiser Ferdinand II.  († 1637) Obersthofmeister, Hofkammerpräsident und Direktor des Geheimen Rates sowie einer der reichsten und politisch einflussreichsten Männer seiner Zeit war, 1620 zum Ritter des Ritter des Ordens vom Goldenen Vlies und 1623 zum Reichsfürsten von Eggenberg und Herzog von Krumau in Südböhmen erhoben wurde.
Er besaß damals in 11 Ortschaften 198 untertänige Häuser, dazu hatte er über 182 Häuser in 7 Ortschaften die Ortsobrigkeit und über 162 Häuser in 6 Ortschaften die Grund- und Ortsobrigkeit.
Im Herbst 1596 kam es – da die von den Wochenitzkys eingeführte vermehrte Fronarbeit von den Nachfolgern beibehalten wurde – zu einem Aufstand der Bauern im oberen Tal der Thaya unter Andreas Schrembser aus dem benachbarten Dobersberg, der mit einer Truppe von regionalen Bauern über Schwarzenau zum Sammelplatz nach Langenlois marschierte. Dort kam es zu einem Gefecht mit der kaiserlichen Reiterei, die das Bauernheer zersprengte. Schrembser wurde gefangen und im Mai 1597 vor dem Stadttor von Waidhofen an der Taya bei lebendigem Leib gevierteilt.
Hektor von Sonderndorf dürfte bald darauf in finanzielle Schwierigkeiten geraten sein, denn im Jahre 1598 zahlte Johann Freiherr von Herberstein für ihn die Landesabgaben für die Herrschaft Illmau. In den Jahren 1602 bis 1618 erwarb oder vertauschte er verschiedene Zehente in Stegersbach, Reibers, Lexnitz und Hoheneich.
Hekor von Sonderndorf war aktiver Protestant und am 3. Oktober 1608 einer der Unterzeichner des Horner Bundes, zu dem sich die meist protestantischen Stände von Niederösterreich und von Oberösterreich – 166 Adelige darunter 73 Mitglieder des Herrenstandes aus 34 Geschlechtern und 93 Ritter aus 68 Familien – zur Verteidigung ihrer Interessen und Rechte gegenüber dem Landesherren Matthias Erzherzog von Österreich in Horn, das der protestantischen Familie von Puchheim gehörte, zusammenschlossen.
Hektor von Sonderndorf dürfte sich allerdings bald darnach zum Katholizismus bekehrt haben, denn er wurde vom Kaiser 1612 in den Freiherrnstand erhoben.
Im Jahre 1613 erwarb er von dem verschuldeten Herrn zu Litschau (im Bezirk Gmünd) Andreas Moratschky von Noskau das Recht auf das Ungeld – eine seit dem 13. Jahrhundert erhobene Verbrauchssteuer – und das Landgericht über die Ortschaften Illmau, Engelbrechts, Kautzen, Weißenbach Gastern und Ruders (Katastralgemeinde von Gastern).
Für die Herrschaft Illmau war dies eine wesentliche Aufwertung, da hiermit die Hochgerichtsbarkeit über die genannten Orte an die Herrschaft Illmau gelangte. Nämlich das Recht, Urteile über schwere Straftaten wie Raub, Mord, Diebstahl, sexuelle Belästigung, Vergewaltigung, homosexueller Geschlechtsverkehr, Hexerei oder Zauberei und Kindesmord zu verhängen, die mit Leibes- und Lebensstrafen zu ahnden waren.
Der Dreißigjährige Krieg führte bereits 1619 zu Einfällen plündernder böhmischer Rebellen unter dem Kommando der Grafen Heinrich Matthias von Thurn und Joachim Andreas von Schlick über Taxen und Peigarten durch das Waldviertel in Richtung Wien, verschonten jedoch dabei die Herrschaft Illmau, da die Freiherrn von Sonderndorf Protestanten waren.
Von 1619 bis 1621 lagerten in der Gegend dann kaiserliche Truppen aus Ungarn und aus den Niederlanden, die ärger als die Böhmen hausten, da der lokale Adel protestantisch und daher mit den Böhmen verbündet war. Schloss Illmau und das benachbarte Schloss Taxen sowie Schloss Dobersberg und die Orte Thaya und Dobersberg wurden daher 1619 von kaiserlichen Truppen geplündert, die in den Wäldern versteckte Bevölkerung wurde aufgestöbert, getötet oder verschleppt. Seit Juli lag in Waidhofen eine Kompagnie kaiserlicher Truppen, wobei die Herrschaft Illmau für die 300 Mann starke Garnison 31 Lieferungen Proviant im Wert von 532 Gulden und vom 30. Dezember 1620 bis zum 16. August in fünf Lieferungen Nachschub um 179 Gulden aufbringen musste.
Hinzu kam, dass es 1622 eine Missernte gab, sodass viele Menschen verhungerten, während die Soldaten in Saus und Braus lebten und ihre Pferde auf den Feldern grasen ließen. Als Spätfolge davon gab es noch 1716 in Illmau 10 öde Häuser.
Zu einem nicht näher bekannten Zeitpunkt folgte auf Hektor dessen Neffe, Johann Friedrich Freiherr von Sonderndorf (1603–1667) Herr Atzelsdorf, Harras und Mittergrabern, der in Wien das spätere Palais Starhemberg am Minoritenplatz (heute Unterrichtsministerium) besaß. Dieser versetzte im Jahre 1628 die Herrschaft Illmau an Jonas von Heissberg um 80.000 Gulden auf sieben Jahre – bei jederzeitiger Rücknahme bei Bezahlung dieses Betrages.

### Die Heißberg (1633 – 1675)
Jonas von Heissberg dürfte um 1633 die Herrschaft Illmau erworben haben, da die untertänigen Dörfer dem Herren von Heißberg am 10. September 1633 eine Bestätigung darüber ausstellten, dass sie ihm 22 Gulden für ein Paar Ochsen schulden, die er für sie zur Verpflegung einquartierter Soldaten geliefert hatte. Im Jahre 1642 zahlte Heißberg statt eines von ihm geforderten Gültpferdes 70 Gulden in bar.
Jonas von Heißberg starb um 1651.
Auf ihn folgte sein Sohn Raimund von Heißberg auf Mörkenstein, der 1651 die mit 191 Häusern eingetragene Herrschaft Illmau und Reinpolz mit 25 Häusern erbte. Allerdings waren im Jahre 1656 von den 192 Häusern des Gutes Illmau 77 öde. Raimund von Heßberg verstarb 1662 kinderlos, worauf seine Witwe Anna Isabella von Heißberg die Herrschaft übernahm.
Die Herrschaft Illmau war auch – zumindest indirekt – von der großen äußeren Bedrohung der Österreichischen Erbländer durch die Zweite Wiener Türkenbelagerung betroffen, da die osmanische Armee des Großwesirs Kara Mustafa Pascha Wien von 14. Juli bis zum 12. September 1683 belagerte und türkische Streifscharen durch Niederösterreich zogen. Als diese Gefahr besonders groß erschien, wurde das Schloss Illmau zum Zufluchtsort der Bevölkerung zum Schutz vor der türkischen Gefahr erklärt, befestigt sowie mit Waffen und Munition zur Abwehr eines eventuellen Angriffes versehen.
In der Frage der Nachfolge im Besitz der Herrschaft Illmau kam es am 4. April 1672 zu einer Einigung zwischen Isabella von Heißberg, der Witwe des Raimund von Heißberg und dessen Schwestern, Maria Maximiliana verheirateter von Kirchberg und Maria Regina, verheirateter Freiin von Welz. Diese Erbengemeinschaft verkaufte am 26. Juni 1675 die Herrschaft an Ferdinand Ernst Graf von Herberstein.

### Die Herberstein ( 1675 bis 1792)

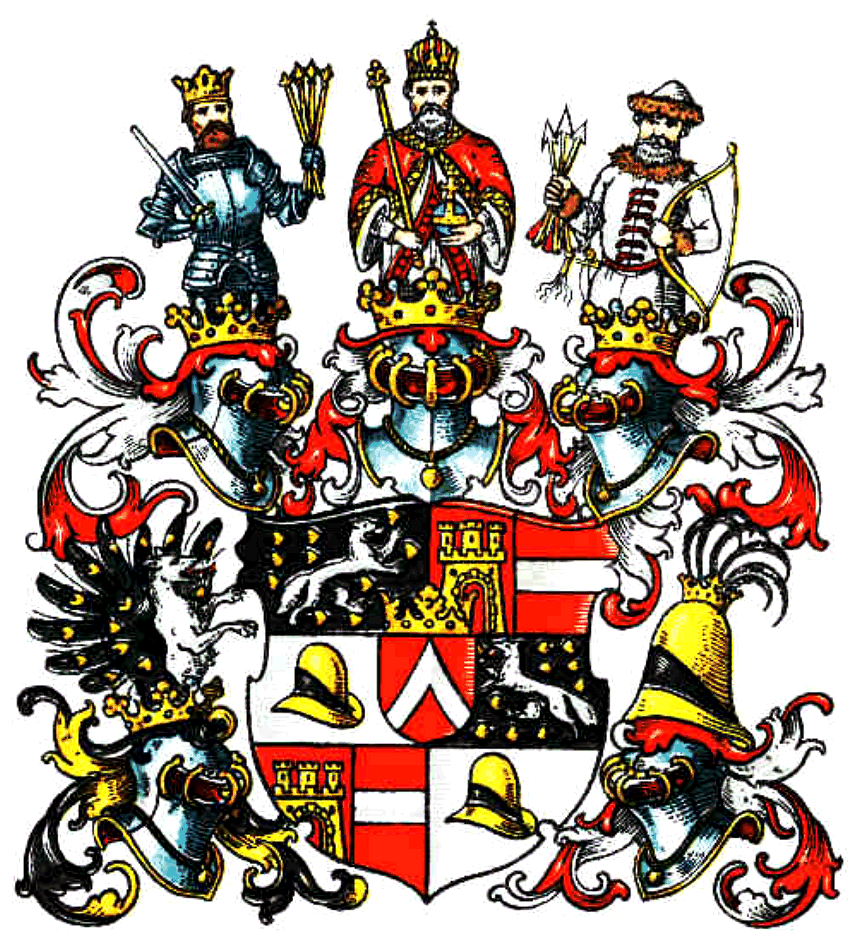
Herberstein-gräfliches Wappen

Die Grafen zu Herberstein zählen zum Uradel der Steiermark, wo Otto von Herberstein 1290 im Besitz des namensgebenden Stammhauses Schloss Herberstein auftritt, das sich bis heute im Besitz der Familie befindet.
Die Herberstein zu Illmau stammen aus der sogenannten „Österreichischen Linie“ des Hauses, die sich von Wilhelm von Herberstein, seit 1537 Freiherr von Herberstein, Neuberg und Gutenhag, (* 1469; † 9. März 1560) ableitet. Dieser war Herr der Herrschaften Matzen (liegt zwischen dem Weinviertler Hügelland und dem Marchfeld in Niederösterreich, ca. 35 km nordöstlich von Wien und Greißenegg) in der Stadtgemeinde Voitsberg in der Steiermark. Er war oberster Erbkämmerer und Erbtruchsess in Kärnten.
Wilhelms Nachkomme 4. Generation, Ferdinand Ernst Freiherr – und seit 1656 Graf – von Herberstein († März 1691) auf Neuberg und Gutenhag war kaiserlicher Geheimer Rat, Kämmerer, Hofkriegsrat und Generalfeldwachtmeister und erwarb in rascher Folge eine Reihe von Herrschaften. Darunter wie erwähnt die Herrschaft Illmau von den Erben der Familie Heissberg, nachdem er bereits 1667 von Maximilian Gundaccar Freiherrn von Pohlheim  die Herrschaften Ottenschlag und Grafenschlag, 1669 die Herrschaft Triesch, heute Stadt Třešť im Kraj Vysočina, in Tschechien von den Geyer von Edelbach, 1673 von Adam Maximilian Graf von Trauttmansdorff die Güter Brunn ob der Krems, Lichtenau und Altengschwendt erworben hatte. Im Jahre 1676 erwarb er von Peter Freiherrn von Ugarte die Herrschaft Dobersberg und 1681 von den Grafen Czernin die Herrschaft Landstein in Böhmen. Er war um den wirtschaftlichen Fortschritt der Gegend bemüht und war der Begründer der lokalen Papier- und Glaserzeugung.
In seinem Testament vom 13. Februar 1691 verfügte er, dass sein gesamter Besitz ein Majorat und Fideikommiss für seine männlichen Nachkommen sein sollte und verstarb im März 1691.
Für das Schloss Illmau bedeutete dieser Zusammenschluss das Aufgehen in einem großen Güterkomplex und den Verlust seine angestammte Aufgabe als lokales Zentrum von Verteidigung und Verwaltung sowie seine Funktion als adeliger Wohnsitz. In der Folge stand das Schloss für über zweihundert Jahre im Dienst einer anderswo konzentrierten Gutsverwaltung und diente wirtschaftlichen Zwecken, was naturgemäß für die Erhaltung des Schlosscharakters und der Innenausstattung erheblich abträglich war.
Die Problematik der Zusammenlegung zahlreicher Herrschaften zeigte sich jedoch auch für die Familie Herberstein. Denn Ferdinand Ernst Graf von Herberstein hatte sowohl aus seiner ersten Ehe mit Katharina Elisabeth Gräfin von Saurau († 1668), einer Tochter von Karl Freiherr (seit 1628) Graf von Saurau auf Ligist, Labegg etc. Obersterblandmarschall in Steiermark, kaiserlicher Geheimer Rat und Landeshauptmann († 1646) als auch mit seiner zweiten Ehefrau, Juliane Elisabeth Gräfin von Starhemberg (* Jänner 1627, † 19. Dezember 1699), einer Tochter des Gundacker Freiherr – seit 1643 Reichsgraf – von Starhemberg auf Wildberg und Riedegg († März 1652) und der Anna Sabina Reichsfreiin von Dietrichstein, Söhne, wodurch es nach seinem Ableben zu einem Streit um das Erbe kam, da sein Sohn erster Ehe, Karl Sigismund Adam Graf von Herberstein, bereits 1687 – d. h. vor dem Testament seines Vaters – verstorben war.
Der Streit wurde schließlich durch eine kaiserliche Entscheidung vom 12. Mai 1700 dahingehend beigelegt, dass das Majorat auf die Herrschaften Triesch und Illmau beschränkt wurde, während die übrigen Besitzungen, davon ausgeschieden wurden.
Wenzel Eberhard Graf von Herberstein (* 17. Jänner 1671, + 29. Oktober 1729), dem jüngsten Sohn von Ferdinand Ernst gelang es,  teils durch Erbschaft teils durch Ablösung, die Herrschaften Triesch, Landstein, Illmau, Dobersberg, Ottenschlag u. a. wieder an sich zu bringen, worauf er das von seinem Vater errichtete Majorat erneuerte. Er förderte ab 1700 den Ausbau der lokalen Glasindustrie und veranlasste die Anlage des Grund- und Dienstbuches der Herrschaft Illmau.
Im Jahre 1729 übernahm sein Sohn Leopold Graf von Herberstein die Güter, wobei er 1730 das Landgericht über die Herrschaft Taxen von Dobersberg nach Illmau verlegte.
Nach 1780 kam dieser Zweig der Grafen von Herberstein in Geldschwierigkeiten, wodurch 1791 die Herrschaften Illmau und Dobersberg in Krida fielen.
Illmau wurde daher von den Gläubigern des Grafen Joseph von Herberstein 1792 und Dobersberg 1794 an Sebastian Edlen Guldenmüller von Guldenstein verkauft. Dieser war seit 1779 mit Katharina Edler von Schickh (* 1765, † 1824), einer Tochter von Johann Leopold Ritter und Edler Herr von Schickh, k. k. Truchsess, Rat und Regent des Regiments der Niederösterreichischen Lande († 1766) und der Maria Anna Reichsfreiin Moser von Ebreichsdorf (* 1721, † 1805), einer Tochter des Johann Ferdinand Moser von Ebreichsdorf verheiratet und wurde 1792 unter die niederösterreichischen Ritterstandsgeschlechter aufgenommen.

### Die Grünne (1802 bis 1923)

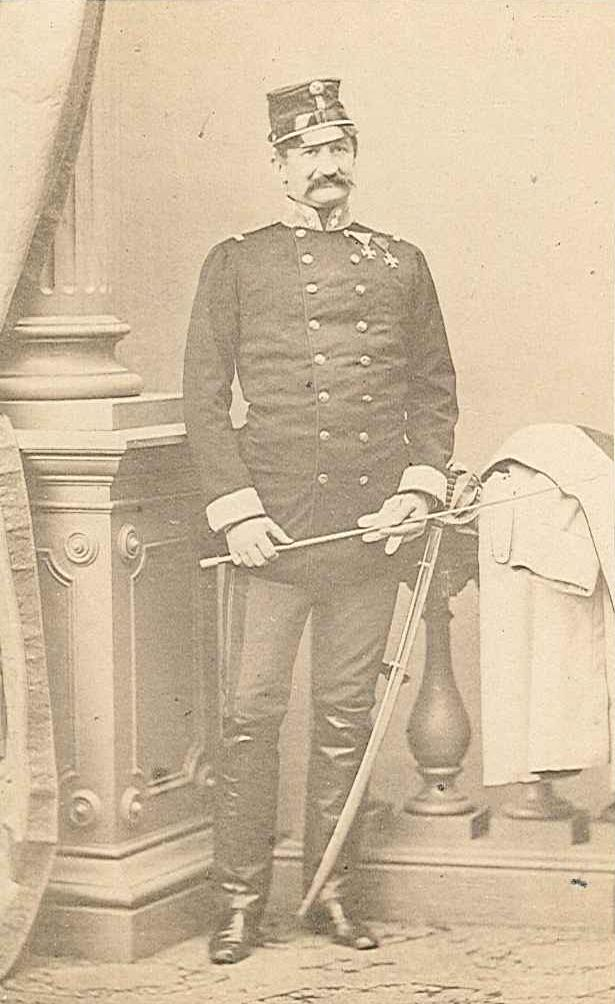
Karl Ludwig Graf von Grünne

Die Grafen von Grünne, deren Familiennamen eigentlich d´Hemricourt lautet, zählen zum Uradel der historischen Grafschaft Hennegau. Philipp Ferdinand Graf von Grünne (* 1762, † 1854) erwarb am 16. August 1802 die Herrschaften Illmau und Dobersberg von Sebastian Guldenmüller von Guldenstein, 1808 auch die Herrschaften Taxen und Peigarten. Er war österreichischer General der Kavallerie, später Obersthofmeister von Erzherzog Karl von Österreich Herzog von Teschen – dem Sieger über Napoleon in der Schlacht bei Aspern 1809,
Auf ihn folgte sein Sohn Karl Ludwig Graf von Grünne (* 1808, † 1884), General der Kavallerie, der als Generaladjutant von Kaiser Franz Joseph I. und später als Leiter der kaiserlichen Militärkanzlei von 1848 bis 1859 entscheidenden Einfluss auf die österreichische Militärpolitik hatte. Nach der Niederlage Österreichs im Sardinischen Krieg, 1859, richtete sich der Unmut der Bevölkerung und der Armee speziell gegen Grünne, dessen konservative Einstellung Neuerungen verhinderte, weshalb man ihm Schuld an der Niederlage gab.
Mit Handschreiben vom 20. Oktober 1859 enthob ihn der Kaiser seines Postens als erster Generaladjutant in Gnaden, bestellte ihn jedoch gleichzeitig zum Oberststallmeister und zeichnete ihn mit dem Großkreuz des St.-Stephans-Ordens aus. 1865 wurde er Ritter des Ordens vom Goldenen Vlies.
Auf ihn folgte dessen Sohn Philipp Graf von Grünne (* 1833 † 1902 ), Feldzeugmeister und Ritter des Ordens vom Goldenen Vlies. Die Familie erlosch jedoch in männlicher Linie mit dessen Sohn Philipp Oswald Graf von Grünne, der am 22. Juni 1917 als Offizier bei Trient mit einem Flugzeug abstürzte. Dessen Mutter, Mathilde Gräfin von Grünne (geborene Gräfin von Thun-Hohenstein) besaß Illmau und Dobersberg bis 1923.
Schloss Illmau wurde 1914 im Ersten Weltkrieg nach dem Kriegsdienstleistungsgesetz angefordert, diente von 1914 bis 1916 als Internierungsstation für 150 Russen und Serben, von 1916 bis 1918 waren dort ukrainische Flüchtlinge untergebracht und nach Kriegsende war dort die Volkswehr einquartiert. Von 1921 bis 1930 bestand im Schloss das Landesjugenderholungsheim Illmau des Landes Niederösterreich für erholungsbedürftige Kinder aus Wien und Niederösterreich.

### Die Szapáry (1923–1936)

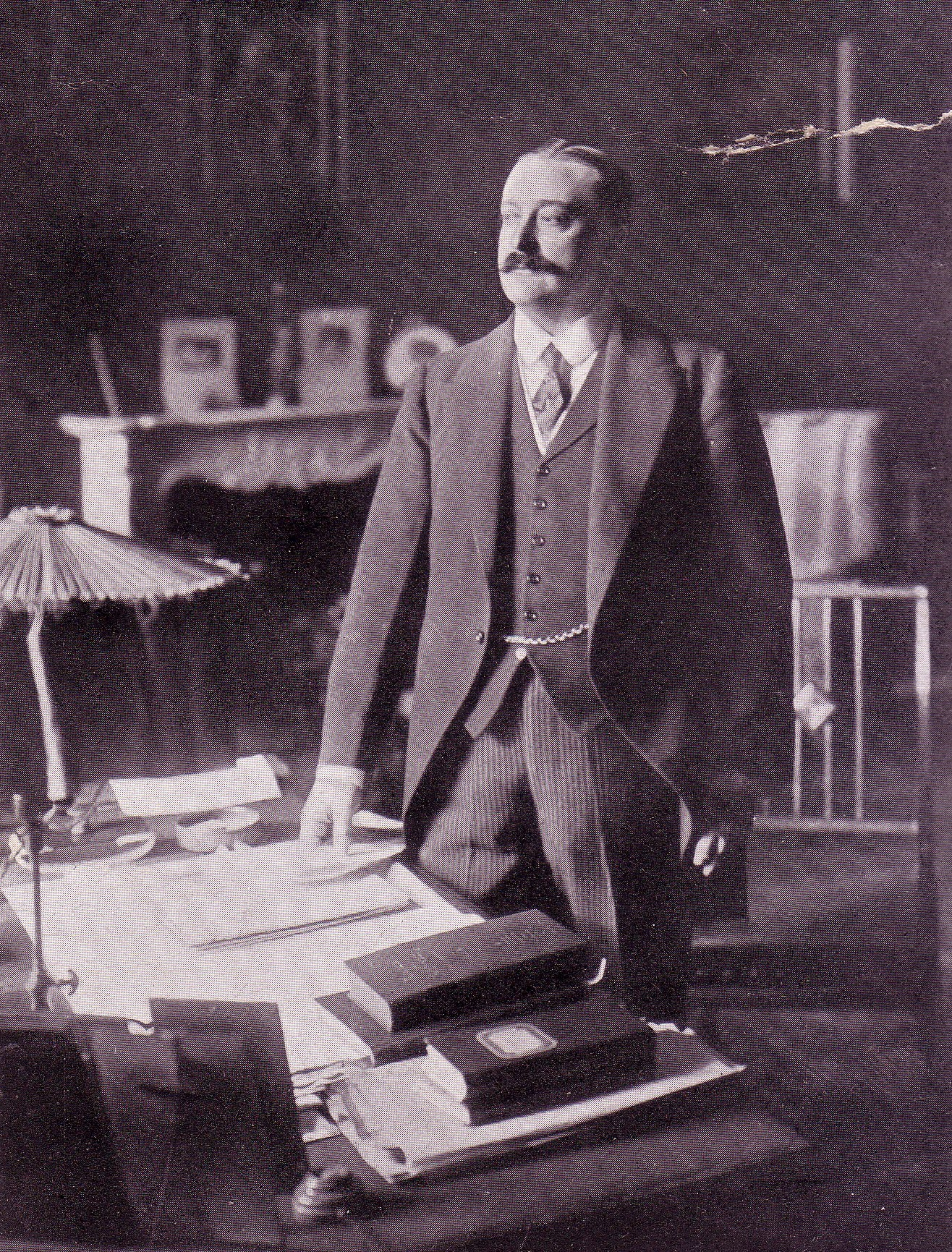
Friedrich Graf von Szapáry in der Botschaft zu Sankt Petersburg

Die Szapáry waren eine ungarische Magnatenfamilie, aus der Baron Peter († 1753) 1722 als Graf Szapáry de Muraszombat, Széchysziget et Szapár in den ungarischen Grafenstand erhoben wurde.
Zu Österreich bestand seit der 1799 geschlossenen Ehe des Grafen Joseph Szapáry († 1822), der Obergespan der Komitate Fejér, Moson and Szerém in Ungarn war, mit der Gräfin Johanna von Gatterburg (* 1779, † 1812) eine engere Beziehung. Diese wurde 1862 durch die Ehe des Grafen László Szapáry (* 1831, † 1883) mit der Gräfin Marianne von Grünne (* 1835, † 1906), einer Tochter des Grafen Karl Ludwig von Grünne, verstärkt und damit zugleich die Voraussetzung für die Ansiedlung im Waldviertel geschaffen.
Nach dem Aussterben der Grafen Grünne übertrug die verwitwete Gräfin Mathilde von Grünne (geb. Thun) († 1923) die Güter Dobersberg, Illmau, Taxen und Peigarten testamentarisch an ihren Neffen Friedrich Graf Szapáry von Muraszombat (* 1869; † 1935), der diesen Besitz – und damit auch Schloss Illmau – im Jahre 1923 übernahm, jedoch schon 1935 verstarb.
Durch ihn besteht ein Bezug zur europäischen Geschichte, da er 1914 als Botschafter der Österreichisch-Ungarischen Monarchie in Sankt Petersburg in den letzten Verhandlungen vor dem Ausbruch des Ersten Weltkrieges eine wichtige Rolle spielte und am 6. August die kaiserliche Kriegserklärung an das Russische Kaiserreich überreichte. Sein Schwiegervater, Alfred III. Fürst zu Windisch-Graetz (1851–1927), war von 1893 bis 1895 Ministerpräsident der österreichischen Reichshälfte der Donaumonarchie.
Im Besitz der Güter folgte 1935 sein Sohn László Graf Szapáry, der jedoch bereits 1936 Schloss Illmau mit 30 Hektar Grund verkaufte.
Auch durch ihn besteht ein Bezug zur europäischen Geschichte. Seine Schwester, Gräfin Maria Anna Szapáry († 1988), heiratete 1941 den Freiherrn Günther Hubert von Reibnitz († 1983). Deren Tochter Marie Christine Freiin von Reibnitz (* 1945) heiratete ihrerseits im Jahre 1978 im Wiener Rathaus Prinz Michael of Kent (* 1942), der ein Mitglied der britischen königlichen Familie, ein jüngerer Bruder von Prinz Edward dem 2. Herzog von Kent und ein Cousin ersten Grades von Königin Elisabeth II. ist. Sie führt daher den Titel „Ihre Königliche Hoheit Princess Michael of Kent“.

### Spätere Besitzer
Sie waren weniger glanzvoll:
Schloss Illmau wurde 1936 von der Weidegenossenschaft Waidhofen an der Thaya erworben, 1938 von der Deutschen Ansiedlungsgesellschaft übernommen, die dort ab 1940 französische Kriegsgefangene unterbrachte. Im Jahre 1942 wurde es an den aus Slowenien stammenden Volksdeutschen Anton Ulm verkauft. Gegen Ende des Zweiten Weltkrieges wurde Schloss und Gut Illmau am 10. Mai 1945 durch russische Truppen besetzt, stand als „Deutsches Eigentum“ von 1945 bis 1955 unter sowjetischer Verwaltung, wurde teils an einen Gewerbebetrieb, teils an Flüchtlingsfamilien vermietet und von der russischen Verwaltung zur Veranstaltung von Bällen genutzt. Im Jahre 1955 wurde Schloss und Gut an die Familie Ulm zurückgestellt, jedoch 1957 verkauft, worauf das Schloss baulich zum Schüttkasten für Getreide „adaptiert“ wurde und weitgehend verfiel.
Seit Beginn der Siebzigerjahre des 20. Jh. steht das Schloss im Eigentum von Botschafter i. R. Dr. Werner Ehrlich von Ehrnfeldt, der aus der böhmischen Familie des Gideon Ehrlich von Ehrnfeldt († 1670) stammt und ein Nachkomme der ersten und späterer Besitzer von Illmau ist, sich um die Wiederherstellung und Erhaltung und des Gebäudes bemüht und den Park angelegt hat.
Er war im April 1996 der Initiator und Autor des grundlegenden Entwurfes der sogenannten Ottawa-Konvention, d. h., des Übereinkommens über das Verbot des Einsatzes, der Lagerung, der Herstellung und der Weitergabe von Antipersonenminen und über deren Vernichtung, das am 3. Dezember 1997 in Ottawa, Kanada zur Unterschrift aufgelegt wurde.
Dieser völkerrechtliche Vertrag wurde von 133 Staaten unterzeichnet und zählt inzwischen 162 Staaten als Vertragsparteien, die das Abkommen unterzeichnet oder auch ratifiziert haben oder diesem beigetreten sind.
Diese internationale Übereinkunft trug wesentlich dazu bei, dass seitdem die Zahl der Opfer, die weltweit durch Antipersonenminen getötet oder verletzt worden sind, erheblich reduziert werden konnte.

## Abbildungen
Die älteste erhaltene Abbildung von Schloss Illmau ist mit 1672 datiert und befindet sich im Werk des bedeutenden österreichischen Topografen Georg Matthäus Vischer (1628–1696). Eine Darstellung des Stiches befindet sich auf der Webseite von Burgen-austria.